# Диванович, Заим
Заим Диванович (черног. Zaim Divanović; род. 9 декабря 2000, Бар) — черногорский футболист, опорный полузащитник.

## Карьера

### «Отрант-Олимпик»
Первым профессиональным клубом игрока стал «Отрант-Олимпик» из Второй Лиги. Дебютировал за клуб в концовке сезона 16 апреля 2017 года в матче против клуба «Беране». Стал бронзовым призёром чемпионата, однако по итогу клуб все равно остался во втором дивизионе. 
В сезоне 2018/19 также продолжил выступать с основной командой. Первый матч сыграл в Кубке Черногории 23 августа 2017 года против клуба «Плевля-1997», где отличился своим первым голом за клуб. В чемпионате первоначально был игроком запаса, сыграв первый матч 30 августа 2017 года против клуба «Игало 1929». С ноября 2017 года стал игроком стартового состава. Первым голом в чемпионате отметился всё против того же клуба «Игало 1929» 12 ноября 2017 года. 

### «Титоград»
В июле 2018 года перешёл в клуб из Первой Лиги «Титоград», однако остался на правах аренды в «Отрант-Олимпик». Первый свой матч в сезоне сыграл 22 августа 2018 года в матче против клуба «Беране». За время аренды результативными действиями за клуб не отличился, однако оставался ключевым игроком состава. За «Титоград» футболист дебютировал 19 февраля 2019 года в матче против «Искры». Являлся игроком замены, выйдя на поле за клуб 12 раз.

### «Петровац»
В июле 2019 года стал игроком другого клуба из Первой Лиги «Петроваца». Дебютировал за клуб 18 августа 2019 года в матче против «Будучноста», выйдя на замену на 65 минуте матча. Затем снова отправился в аренду в «Отрант-Олимпик». Оставался основным игроком клуба. Свой первый гол в сезоне забил 6 октября 2019 года в матче против клуба «Дечич». Однако по итогу сезона клуб занял последнее 10 место в турнирной таблице.
По возвращении из аренды продолжил тренироваться в «Петроваце». Первый матч в сезоне 2020/21 сыграл 15 августа 2020 года против клуба «Сутьеска», выйдя на замену на 68 минуте матча. Затем продолжил получать регулярную игровую практику и по итогу закрепился в основной команде, став одним из ключевых игроков клуба. Дебютным голом за клуб отметился 21 ноября 2020 года в матче против «Будучноста». Также записал на свой счёт дубль, который футболист забил 25 апреля 2021 года в матче против «Рудара». По итогу сезона занял с клубом 9 место в турнирной таблице и вылетел в стыковые матчи, где помог клубу сохранить прописку в высшем дивизионе страны.
Сезон 2021/22 также продолжил в амплуа ключевого игрока. Первый матч сыграл 24 июля 2021 года в матче против «Морнара». В своём следующем матче 31 июля 2021 года отличился забитым голом в матче против клуба Подгорица. За сезон вышел на поле 18 раз, где футболист отличился 3 забитыми голами и 1 результативной передачей.

### «Шахтёр» Солигорск
В феврале 2022 года перешёл в белорусский солигорский клуб «Шахтёр». Предположительно, сумма трансфера составила 150 тысяч евро. Дебютировал за клуб в Высшей Лиге 16 апреля 2022 года в матче против борисовского БАТЭ. Принял участие в первом квалификационном матче Лиги чемпионов УЕФА 6 июля 2022 года против словенского клуба «Марибор», выйдя в стартовом составе. В ответном матче 13 июля 2022 года квалификационного раунда Лиги чемпионов УЕФА проиграл словенскому «Марибору» со счётом 0:2 и вылетел с турнира. Дебютный гол за клуб забил 18 октября 2022 года в матче против дзержинского «Арсенала». По итогу сезона стал чемпионом Высшей Лиги.

### «Ахмат»
В январе 2023 года футболистом интересовался российский клуб «Ахмат». Официально 12 января 2023 года футболист перешёл в российский клуб. Контракт с футболистом был заключён до конца июня 2026 года, а сумма трансфера составила порядка 150 тысяч евро. Дебютировал за клуб 11 марта 2023 года в матче против московского «Локомотива», выйдя на замену на 58 минуте. Первым результативным действием отличился 6 мая 2023 года в матче против московского «Торпедо», отдав голевую передачу. В своём дебютном сезоне футболист сыграл 6 матчей во всех турнирах, отличившись результативной передачей, преимущественно выходя на поле со скамейки запасных. По итогу сезона футболист вместе с клубом завершил чемпионат на итоговом пятом месте.
Новый сезон футболист начал с матча 22 июля 2023 года против самарских «Крыльев Советов», выйдя на поле в стартовом составе. В сентябре 2023 года футболист получил серьёзную травму передней крестообразной связки и вскоре был прооперирован, выбыв из распоряжения клуба на срок порядка 4 месяцев. В январе 2024 года представители российского клуба сообщили о том, что появление футболиста в основной команде до конца чемпионата очень маловероятно из-за перенесённой операции на крестообразных связках.
8 июля 2025 года контракт с «Ахматом» был расторгнут по согласию сторон.

## Международная карьера
В 2019 году выступал в юношеской сборной Черногории до 19, за которую выступал на отборочном турнире на юношеский чемпионат Европы.
В сентябре 2021 года стал игроком молодёжной сборной Черногории. Дебютировал за сборную на отборочным турнире к молодёжному чемпионату Европы 3 сентября 2021 года в матче против Швеции.

## Достижения
«Шахтёр» Солигорск
- Чемпион Белоруссии: 2022[a]